# 通孔银圆
通孔银圆（英語：Holey dollar）指的是19世纪初期英国殖民地爱德华王子岛和新南威尔士发行的一种中间带有圆孔的银圆
。
在18世纪后期，西班牙银圆通行于整个北美，其价值在各地皆不同，在新斯科舍省的哈利法克斯极高。一些商人从爱德华王子岛购入西班牙银圆，并在哈利法克斯贩卖以赚取差价。为了防止这类事件发生，爱德华王子岛的总督于1813年下令购入西班牙银圆，将其穿孔并加盖新面值（将原币值提升了20%），以此作为新的货币进行发行，这样，这种通孔银圆便成为爱德华王子岛的官方货币。
此后，新南威尔士州总督拉克伦·麦觉理爵士，亦效仿爱德华王子岛的方法发行通孔银圆，将西班牙银元穿孔，圆圜形的部分加盖五先令面值流通，余下则加盖十五便士面值，以解决货币短缺问题。

## 外部連結
- Currency Museum of the Bank of Canada （页面存档备份，存于）

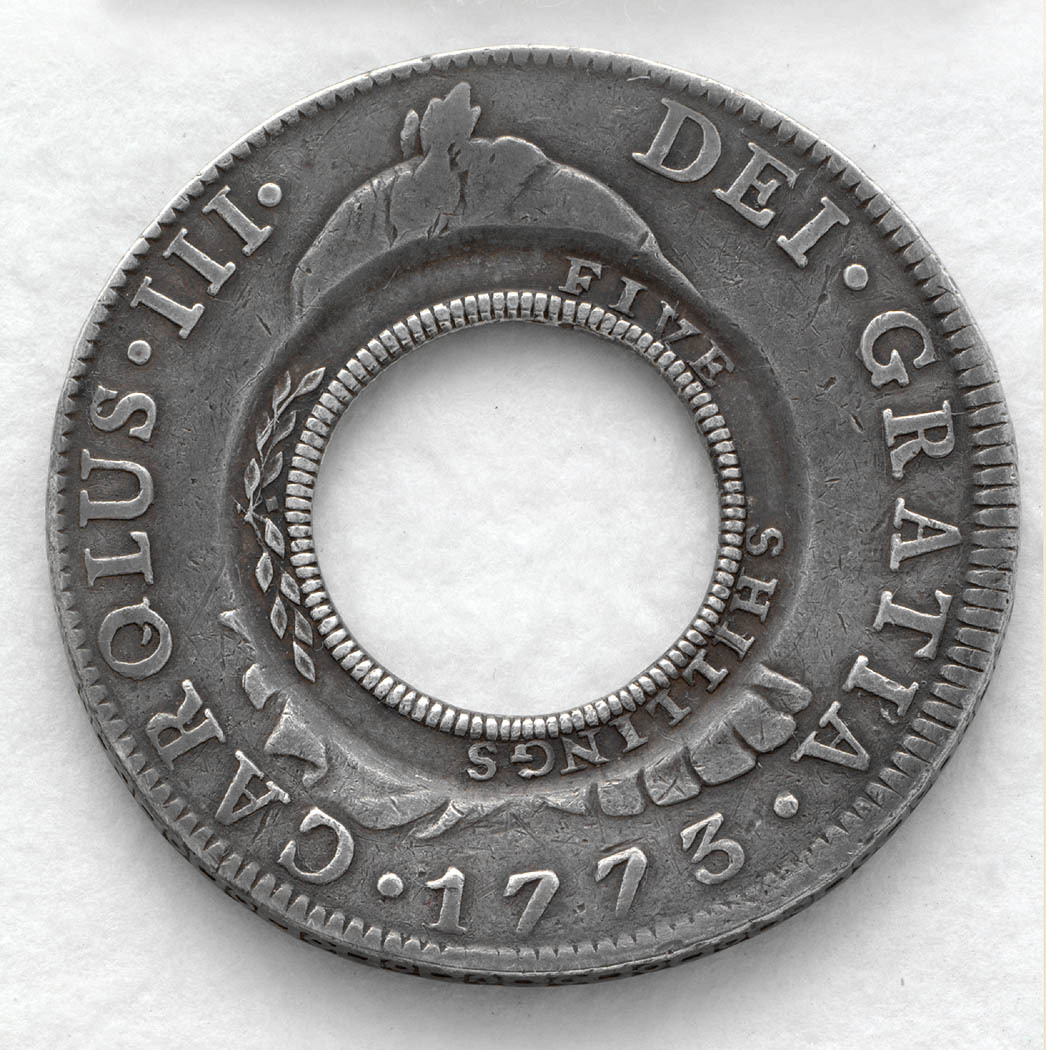
通孔银圆

- Holey dollar and dump, first distinct coinage of New South Wales, 1813 （页面存档备份，存于） State Library of New South Wales
- Holey Dollar Story: Macquarie Bank （页面存档备份，存于）
- Museum of Australian Currency: Currency Chaos
- Garry Wotherspoon. . Dictionary of Sydney. 2010  [2 October 2015]. （原始内容存档于2016-03-04）. [CC-By-SA]